# Karl Christian Matthaei
Karl Christian Matthaei (* 23. November 1770 in Hardegsen; † 29. November 1847 in Verden (Aller)) war ein deutscher Arzt.

## Leben
Karl Christian Matthaei wurde als Sohn des Pastors Johann Joachim Matthaei in Hardegsen in der Nähe von Göttingen am 23. November 1770 geboren, besuchte das Göttinger Gymnasium und studierte anschließend Medizin an der Universität Göttingen und an der Universität Helmstedt, an der er im Jahr 1792 sein Studium als Doktor der Medizin abschloss. Anschließend begann er seine praktische Laufbahn in Wunstorf und erlebte hier eine der bedeutendsten Ruhr-Epidemien. Im Jahr 1801 wurde er zum Landphysikus in Hameln ernannt. Im selben Jahr wurde aber auch die Stelle des Landphysikus in Verden an der Aller vakant und ihm übertragen. Hier wurde er auch Brunnenarzt an der nahe der Stadt gelegenen Heilquelle Verdener Brunnen. Während seiner Zeit entstand hier unter anderem ein Kursaal und ein neues Badehaus. Geheimer Medizinalrat und Hofarzt wurde er 1827. Wegen Entkräftung verstarb Matthaei am 29. November 1847 kurz nach seinem 77. Geburtstag.

## Werke (Auswahl)
- Ueber die epidemische Ruhr. 1797.
- Handbuch der von J. Brown zuerst vorgetragenen Erregungstheorien. Nach den neuesten Beobachtungen einfach dargestellt. 1801.
- Ueber Andreas Röschlaub’s Werth als Schriftsteller, Arzt und Mensch, nebst einigen die Erregungstheorie betreffenden Untersuchungen. 1802.
- Untersuchung über das gelbe Fieber. Beantwortung der von der Regierung des Herzogthums Oldenburg im Jahre 1822 aufgegebenen Fragen, die von der medicinischen Facultät zu Berlin des Preises würdig erklärt ist. Helwing, Hannover 1827.
- Medicinisch-physiologisches Gutachten über die Verurtheilung des Lieutenants Emile de la Roncière vor den Assisen in Paris im Jahre 1835. 1836.